# Reginald VelJohnson
Reginald VelJohnson (Queens, 16 de Agosto de 1952) é um ator e comediante americano., iniciou sua carreira em 1979, é mais conhecido pelo personagem Sg. Al Powell no filme Duro de Matar e Otis Winslow na série de TV Family Matters.

## Filmografia
- Wolfen (1981)
- Ghostbusters (1984)
- Remo Williams: The Adventures Begins (1985)
- Crocodile Dundee (1986)
- Plain Clothes (1987)
- Duro de Matar (1988)
- Turner & Hooch (1989)
- Duro de Matar 2 (1990)
- A Fond Littme Memory (1991)
- Posse (1993)
- Ground Zero (2000)
- Like Mike (2002)
- Sunday Evening Haircut (2005)
- Death to the Supermodels (2005)
- Hilden Secrets (2006)
- Three Days to Vegas (2007)
- Steppin (2009)
- You Again (2010)
- Brother White (2012)
- Air Collision (2013)
- The Formula (2014)

### Televisão
- The Equalizer (1985-1988)
- 227 (1988)
- Perfect Strangers (1989)
- Family Matters (1989-1998)
- Tales from the Crypt (1992)
- Dream On (1993)
- One of Her Own (1994)
- Diagnosis: Murder (1998)
- The Hughleys (1999)
- Twice in a Lifetime (2000)
- The Fugitive (2001)
- CSI: Crime Scene Investigation (2002)
- Crossing Jordan (2002)
- Will & Grace (2002)
- The Parkers (2003)
- That's So Raven (2005)
- Ghost Wisperes (2005)
- Monk (2006)
- On the Lot (2007)
- Bones (2007)
- Chuck (2008)
- I'm in the Band (2010)
- Funny or Die Presents (2010)
- Hart of Dixie (2011-Presente)
- Mike & Molly (2011-2013)
- General Hospital (2012)
- Real Husbands of Hollywood (2014) (season 2)
- Brooklyn-99 (2017) (season 5 episode 19)